# Ryggmossens naturreservat
Ryggmossens naturreservat är ett naturreservat i Uppsala kommun i Uppsala län.
Området är naturskyddat sedan 1997 och är 77 hektar stort. Reservatet omfattar Ryggmossen som är en högmosse med kärr omkring. 